# Опалубочные вкладыши

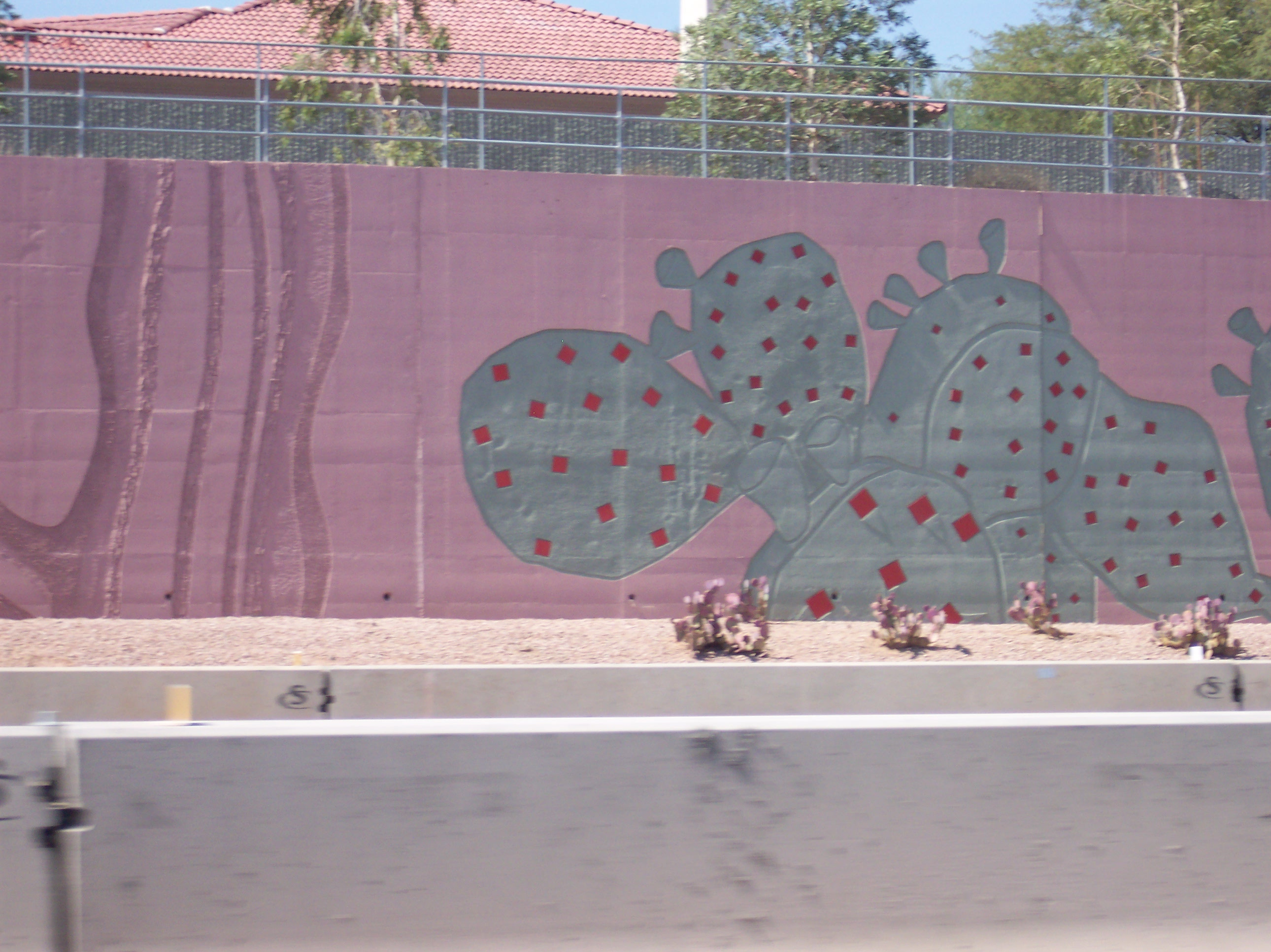

Опалубочные вкладыши  (англ. Form liners) — вкладыши для офактуривания бетонной поверхности, применяемые в проектировании стен из железобетона и бетона. Также применяются для футеровки опалубки (для облегчения распалубки). Использование вкладышей часто приводит к более привлекательным стенам для автомобильных дорог, кварталов, пляжей и парков. Форма вкладышей бывают различных форм и конструкций, и приводит к различным результатам на бетоне.
Процесс проектирования вкладышей обычно начинают с определения эстетических интересов заказчика, где будет установлена стена. Концептуальные чертежи изготовляют проектной группой и презентуют для утверждения. После чертежи принимаются в квартале строительной бригадой, чертежи эволюционируют в скульптурное творение. Скульптор может создать оригинальную работу используя наполнители: глина, полиуретан или воск.
Текстуры типа опалубочных вкладышей были популяризированы в начале 1970-х с графическими вставками. Стена, выполненная в таком стиле, расположенная в Морган Сити, Лос-Анджелес является первым примером использования графических элементов в опалубочных вкладышах.

## Примечание
1. ↑  Balogh, Anne. Concrete Walls Display Eye-Catching Artwork (неопр.) // The Concrete Network. Архивировано 16 марта 2016 года.